# 富田賢
もしかして
- 冨田賢

ではありませんか？